# Pliotrema warreni
O Pliotrema warreni, é uma espécie de tubarão pertencente a família Pristiophoridae, encontradas nas águas subtropicais do Oceano Índico ocidental.

## Descrição
O comprimento é de cerca de 1,7 metros. Esta espécie é a única com uma serra no focinho e seis pares de fendas brânquiais. A cor é castanho claro nas costas e a barriga com a cor branca.

## Habitat
Ele vive nas águas subtropicais do Oceano Índico, entre 23° e 37° S, em profundidades entre 60 e 430 metros.

## Reprodução
A espécie é ovovivípara e a mãe dá à luz a 5-7 filhotes por vez.

## Alimentação
Usa provavelmente a serra para atordoar presas e matar. Alimenta-se principalmente de peixes, mas também camarões e chocos.

## Interação com os seres humanos
Este tubarão não é agressivo para com os seres humanos.